# Cáli (deusa hindu)
Kali  ( / k ɑː l iː / ; sânscrito : काली , IAST : Kālī ), também conhecido como Dakshina Kālikā ( sânscrito : कालिका ) ou Cali, é uma das divindades do hinduísmo. É uma deusa importante no hinduísmo, principalmente associada ao tempo, morte e destruição. Kali também está conectada com o conhecimento transcendental e é a primeira das dez Mahavidyas, um grupo de deusas que fornecem conhecimento libertador. Em algumas versões é considerada uma contraparte de Shiva, representando a destruição Ativa, o próprio poder e ação enquanto a contraparte masculina representa a ''conscîencia'' Passiva. Em outras é dita ser manifestação da deusa Durga, a esposa de Shiva. Ela também foi concebida como o aspecto dinâmico do Senhor Shiva. Kali personifica os três aspectos do ato cósmico, que se revelam na criação, na preservação e na aniquilação. Em uma relação deliciosa, o "a" de Shava e Kala nega o que é realizado pelo "i", o componente principal de Shiva e Kali. Shava é o corpo sem vida, aquilo que sobra no universo manifesto quando o Poder do Tempo o toma sob seu controle, e Kala é o que se revela apenas no aspecto manifesto do universo, e assim ambos são limitados. Quando o "i", simbólico da energia feminina, que se manifesta como Kali, se une a eles e transforma Shava em Shiva e Kala em Kali, ambos emergem como ilimitados, atemporais. É representada manchada de sangue, com cobras e um colar de crânios.
A primeira aparição de Kali é quando ela surgiu após a junção do Shakti de todos os Deuses Hindus em busca de um super ser para derrotar os inimigos. Ela é a manifestação final de Shakti e a mãe de todos os seres vivos. Ela destrói o mal para proteger os inocentes. Com o tempo, Kali foi adorada por movimentos devocionais e seitas tântricas como a Mãe Divina, Mãe do Universo, Adi Shakti ou Parvati. As seitas Shakta Hindu e Tântrica também a adoram como a realidade suprema ou Brahman. Ela também é vista como a protetora divina e aquela que concede moksha ou liberação. 

## Kali e Raktabija
Finalmente, em uma versão do nascimento de Kali, há a história do terrível demônio Raktabija (semente de sangue). Este demônio estava, como a maioria dos demônios, causando muitos problemas com pessoas e deuses, mas ainda pior era sua capacidade de produzir mais demônios toda vez que uma gota de seu sangue caía no chão. Portanto, cada vez que Raktabija era atacado, o único resultado eram mais demônios para lidar. Os deuses decidiram trabalhar juntos e combinar todas as suas shakti ou energia divina e produzir um super ser que poderia destruir Raktabija; o resultado foi Kali. Dadas todas as armas divinas dos deuses, Kali rapidamente procurou Raktabija e seus demônios e começou a engoli-los inteiros para não derramar mais sangue no processo. O próprio Raktabija foi morto quando Kali decepou sua cabeça com uma espada e depois bebeu todo o seu sangue, certificando-se de que nenhum caísse no chão e, assim, garantindo que nenhum outro demônio pudesse ameaçar o mundo.
Kali representa a Mãe Natureza. Seus quatro braços evocam a Criação, a Preservação, a Destruição e (o quarto) o dom da Salvação para aqueles que vão além da Natureza em busca do âmago Infinito. A guirlanda de crânios significa sua divina onipresença em todas as mentes humanas para mostrar que a vida humana é passageira. Os cabelos revoltos lembram a energia de Deus espalhando-se por toda a Criação. Sua dança, os passos rítmicos imitam a natureza vibratória do universo.

## Etimologia
"Cali" vem do sânscrito Kālī, काली, a forma feminina de kālam (negra,ou pele escura). Outra possível etimologia vem da adição do afixo kṛt feminino -ī em Kāla, formando o nome da deusa. Kāla literalmente significa tempo, além da cor negra e mais uma porção de significados e também é um epíteto de Śiva; assim, deduz-se que Kālī é "consorte", mais corretamente a śakti, de Śiva em sua forma de Mahākāla, daí tendo seus atributos sobre assuntos como o tempo e a morte.
O nome Kali significa Kala ou força do tempo. Quando não havia a criação, nem o sol, a lua, os planetas e a terra, havia apenas trevas e tudo foi criado a partir das trevas. A aparência escura de Kali representa a escuridão da qual tudo nasceu. Sua tez é negra, que é mais negra do que a noite mais escura de todas. Como ela também é a deusa da preservação, Kali é adorada como a preservadora da natureza . Kali está calma em Shiva , sua aparência representa a preservação da mãe natureza. Seu cabelo livre, longo e preto representa a liberdade da natureza da civilização. Sob o terceiro olho de kali, os sinais do sol, da lua e do fogo são visíveis, os quais representam as forças motrizes da natureza. Kali nem sempre é considerada uma Deusa das Trevas. Apesar das origens de Kali na batalha, ela evoluiu para um símbolo completo da Mãe Natureza em seus aspectos criativos, nutridores e devoradores. Ela é referida como uma grande e amorosa deusa mãe primordial na tradição tântrica hindu. Neste aspecto, como Deusa Mãe, Ela é referida como Kali Ma, que significa Kali Mãe, e milhões de hindus a reverenciam como tal. 

## Iconografia e formas
Kali é retratado principalmente em duas formas: a popular forma de quatro braços e a forma Mahakali de dez braços. Em ambas as suas formas, ela é descrita como sendo de cor preta, mas é mais frequentemente retratada como azul na arte popular indiana. Seus olhos são descritos como vermelhos de intoxicação e de raiva absoluta. Seu cabelo é mostrado desgrenhado, pequenas presas às vezes se projetam para fora de sua boca e sua língua está pendurada. Ela é frequentemente mostrada vestindo uma saia feita de braços humanos e uma guirlanda de cabeças humanas , e ela também é mostrada vestindo uma pele de tigre. Ela também é acompanhada por serpentes e um chacal em pé sobre o calmo e prostrado Shiva, geralmente com o pé direito à frente para simbolizar o mais popular Dakshinamarga ou caminho destro, em oposição ao mais infame e transgressorVamamarga ou caminho para canhotos. Essas serpentes e chacais são mostrados bebendo o sangue da cabeça de Rakta-bija, que está caindo enquanto a deusa a carrega em sua mão, evitando que ela caia no chão.
Na forma de dez braços de Mahakali, ela é retratada brilhando como uma pedra azul. Ela tem dez rostos, dez pés e três olhos para cada cabeça. Ela tem ornamentos enfeitados em todos os seus membros. Não há associação com Shiva. 
O Kalika Purana descreve Kali como possuindo uma tez escura calmante, como perfeitamente bonita, montando um leão, quatro braços, segurando uma espada e lótus azul, enquanto suas mãos direitas em postura varabhaya, seu cabelo solto, corpo firme e jovem. 
Quando Sri Ramakrishna uma vez perguntou a um devoto por que alguém preferiria adorar a Mãe a ele, este devoto retoricamente respondeu: "Maharaj, quando eles estão com problemas, seus devotos vêm correndo até você. Mas, para onde você corre quando está com problemas?" 

### Forma Popular
As representações clássicas de Kali compartilham vários recursos, como segue:
A imagem iconográfica de quatro armas mais comum de Kali mostra cada mão carregando variadamente uma Khadga (espada em forma de crescente ou uma foice gigante), um trishul (tridente), uma cabeça decepada e uma tigela ou taça de caveira ( kapāla ) coletando o sangue do cabeça cortada. Esta é a forma de Bhima Kali .
Duas dessas mãos (geralmente a esquerda) estão segurando uma espada e uma cabeça decepada. A espada significa conhecimento divino e a cabeça humana significa ego humano que deve ser morto pelo conhecimento divino para alcançar moksha . As outras duas mãos (geralmente a direita) estão nos mudras abhaya (destemor) e varada (bênção) , o que significa que seus devotos iniciados (ou qualquer pessoa que a adore com um coração verdadeiro) serão salvos, pois ela os guiará aqui e no daqui em diante. Esta é a forma de Dakshina Kali .
Ela tem uma guirlanda consistindo de cabeças humanas, enumeradas variadamente em 108 (um número auspicioso no hinduísmo e o número de contas contáveis em um japa mala ou rosário para repetição de mantras ) ou 51, que representa Varnamala ou a guirlanda de letras do sânscrito alfabeto, Devanagari . Os hindus acreditam que o sânscrito é uma linguagem de dinamismo , e cada uma dessas letras representa uma forma de energia, ou uma forma de Kali. Portanto, ela é geralmente vista como a mãe da linguagem e de todos os mantras. 
Ela é frequentemente retratada nua, o que simboliza seu estar além da cobertura de Maya , pois ela é pura ( nirguna ) ser-consciência-bem-aventurança e muito acima de Prakriti. Ela é mostrada tão escura quanto Brahman em seu estado supremo não-manifesto. Ela não tem qualidades permanentes – ela continuará a existir mesmo quando o universo acabar. Acredita-se, portanto, que os conceitos de cor, luz, bom e ruim não se aplicam a ela. 

### Mahakali
Mahakali ( sânscrito : Mahākālī, Devanagari : महाकाली, Bengali : মহাকালী), traduzido literalmente como "Grande Kali", às vezes é considerado como uma forma maior de Kali, identificada com a realidade suprema de Brahman . Também pode ser usado como um honorífico da Deusa Kali, significando sua grandeza pelo prefixo "Mahā-". Mahakali, em sânscrito, é etimologicamente a variante feminizada de Mahakala ou Grande Tempo (que também é interpretado como Morte ), um epíteto do Deus Shiva no hinduísmo. Mahakali é a Deusa que preside o primeiro episódio do Devi Mahatmya. Aqui, ela é retratada como Devi em sua forma universal como Shakti . Aqui Devi serve como o agente que permite que a ordem cósmica seja restaurada.
Kali é descrito na forma Mahakali como tendo dez cabeças, dez braços e dez pernas. Cada uma de suas dez mãos está carregando vários implementos que variam em diferentes relatos, mas cada um deles representa o poder de um dos Devas ou Deuses Hindus e muitas vezes são a arma identificadora ou item ritual de um determinado Deva. A implicação é que Mahakali engloba e é responsável pelos poderes que essas divindades possuem e isso está de acordo com a interpretação de que Mahakali é idêntico a Brahman. Embora não exiba dez cabeças, um "ekamukhi" ou uma imagem de uma cabeça pode ser exibida com dez braços, significando o mesmo conceito: os poderes dos vários deuses vêm apenas através de sua graça .
O nome Mahakali , quando kali é traduzido para significar "preto", se traduz em japonês como Daikoku (大黒) .

### Dakshinakali
Dakshina Kali, com Shiva devotadamente a seus pés.
Dakshinakali é a forma mais popular de Kali em Bengala. Ela é a mãe benevolente, que protege seus devotos e filhos de infortúnios e infortúnios. Existem várias versões para a origem do nome Dakshinakali . Dakshina refere-se ao presente dado a um sacerdote antes de realizar um ritual ou ao próprio guru. Tais presentes são tradicionalmente dados com a mão direita. As duas mãos direitas de Dakshinakali são geralmente representadas em gestos de bênção e concessão de dádivas. Uma versão da origem de seu nome vem da história de Yama , senhor da morte, que vive no sul ( dakshina ). Quando Yama ouviu o nome de Kali, ele fugiu aterrorizado, e assim aqueles que adoram Kali dizem ser capazes de superar a própria morte.
Dakshinakali é tipicamente mostrada com o pé direito no peito de Shiva - enquanto representações mostrando Kali com o pé esquerdo no peito de Shiva retratam a ainda mais temível Vamakali (tipicamente mostrada com o pé esquerdo no peito de Shiva). Vamakali é geralmente adorado por não-donos de casa. 
A pose mostra a conclusão de um episódio em que Kali estava fora de controle depois de destruir muitos demônios. Lord Vishnu, irmão de Kali, confrontou Kali na tentativa de acalmá-la. Ela foi incapaz de ver além do poder ilimitado de sua raiva e o Senhor Vishnu teve que sair de seu caminho. Vendo isso, os devas ficaram com mais medo, com medo de que em sua fúria, Kali não parasse até destruir todo o universo. Shiva viu apenas uma solução para evitar a destruição sem fim de Kali. Lord Shiva deitou-se no campo de batalha para que a Deusa Mahakali tivesse que pisar nele. Quando viu seu consorte sob seus pés, Kali percebeu que tinha ido longe demais. Cheia de tristeza pelo dano que ela havia causado, sua língua vermelho-sangue pendia de sua boca, acalmando-a. Em algumas interpretações da história,
A deusa é geralmente adorada como Dakshina Kali (com os pés direitos em Shiva) em Bengala durante Kali Puja. 
Existem muitas interpretações diferentes da pose realizada por Dakshinakali, incluindo as dos poetas-devotos bhakti dos séculos XVIII e XIX, como Ramprasad Sen. Alguns têm a ver com imagens de batalha e metafísica tântrica. A mais popular é uma visão devocional.
De acordo com Rachel Fell McDermott, os poetas retrataram Shiva como "o devoto que cai aos pés [de Kali] em devoção, na entrega de seu ego, ou na esperança de ganhar moksha pelo toque dela". De fato, diz-se que Shiva ficou tão encantado por Kali que ele realizou austeridades para conquistá-la e, tendo recebido o tesouro de seus pés, os segurou contra seu coração em reverência. 
A crescente popularidade da adoração de uma forma mais benigna de Kali, Dakshinakali, é frequentemente atribuída a Krishnananda Agamavagisha . Ele foi um notável líder bengali do século XVII e autor de uma enciclopédia Tantra chamada Tantrasara. Kali supostamente apareceu para ele em um sonho e disse a ele para popularizá-la em uma forma particular que apareceria para ele no dia seguinte. Na manhã seguinte, ele observou uma jovem fazendo rissóis de esterco de vaca. Ao colocar um hambúrguer na parede, ela ficou na pose de alidha , com o pé direito à frente. Quando ela viu Krishnananda observando-a, ficou envergonhada e colocou a língua entre os dentes. Krishnananada tirou sua adoração anterior de Kali dos campos de cremação para um ambiente mais doméstico. Krishnananda Agamavagisha também foi o guru do devoto de Kali e poetaRamprasad Sen. 

### Samhara Kali
Samhara Kali, também chamado de Vama Kali, é a personificação do poder de destruição. A principal deusa dos textos tântricos, Samhara Kali é a forma mais perigosa e poderosa de Kali. Samhara Kali toma forma quando Kali sai com o pé esquerdo segurando a espada na mão direita. Ela é a Kali da morte, destruição e é adorada pelos tântricos. Como Samhara Kali ela dá morte e libertação. De acordo com o Mahakala Samhita, Samhara Kali tem dois braços e pele negra. Ela fica em cima de um cadáver e segura uma cabeça recém-cortada e um prato para coletar o sangue pingando. Ela é adorada por guerreiros, tântricos – os seguidores de você Tantra . 

### Outras Formas
Outras formas de Kali popularmente adoradas em Bengala incluem Raksha Kali (forma de Kali adorada para proteção contra epidemias e secas), Bhadra Kali e Guhya Kali . Kali é dito ter 8, 12 ou 21 formas diferentes de acordo com diferentes tradições. As formas populares são Adya kali, Chintamani Kali, Sparshamani Kali, Santati Kali, Siddhi Kali , Dakshina Kali, Bhadra Kali, Smashana Kali, Adharvana Bhadra Kali, Kamakala Kali, Guhya Kali, Hamsa Kali, Shyama Kali e Kalasankarshini Kali. 

## Simbolismo
As interpretações dos significados simbólicos da aparência de Kali variam dependendo da abordagem tântrica ou devocional, e se alguém vê sua imagem de forma simbólica, alegórica ou mística. 

### Forma Física
Em Bengala e Odisha, a língua estendida de Kali é amplamente vista como expressando constrangimento ao perceber que seu pé está no peito do marido. 
Existem muitas representações variadas das diferentes formas de Kali. A forma mais comum a mostra com quatro braços e mãos, mostrando aspectos tanto da criação quanto da destruição. As duas mãos direitas são frequentemente estendidas em bênção, uma em um mudra dizendo "não temas" ( abhayamudra ), a outra concedendo bênçãos. Suas mãos esquerdas seguram uma cabeça decepada e uma espada coberta de sangue. A espada corta a escravidão da ignorância e do ego, representada pela cabeça decepada. Uma interpretação da língua de Kali é que a língua vermelha simboliza a natureza rajásica sendo conquistada pela natureza branca (simbolizando sáttvica ) dos dentes. Sua negritude representa que ela é nirguna , além de todas as qualidades da natureza e transcendente. 
A interpretação mais difundida da língua estendida de Kali envolve seu constrangimento pela súbita percepção de que ela pisou no peito do marido. A súbita "modéstia e vergonha" de Kali sobre esse ato é a interpretação predominante entre os hindus Oriya. A mordida da língua transmite a emoção de lajja ou modéstia, uma expressão que é amplamente aceita como a emoção expressa por Kali. Também em Bengala, a língua protuberante de Kali é "amplamente aceita... como um sinal de embaraço mudo: um gesto muito comum entre os bengalis". 
Os brincos gêmeos de Kali são pequenos embriões. Isso ocorre porque Kali gosta de devotos que têm qualidades infantis neles. A testa de Kali é vista como tão luminosa quanto a lua cheia e eternamente dando ambrosia. 
Kali é frequentemente mostrada em pé com o pé direito no peito de Shiva. Isso representa um episódio em que Kali estava fora de controle no campo de batalha, de tal forma que ela estava prestes a destruir todo o universo. Shiva a acalmou deitando-se sob seu pé para acalmá-la e acalmá-la. Shiva às vezes é mostrado com um sorriso feliz no rosto. Ela é tipicamente mostrada com uma guirlanda de cabeças decepadas, muitas vezes chegando a cinquenta. Isso pode simbolizar as letras do alfabeto sânscrito e, portanto, como o som primordial de Aum , do qual procede toda a criação. Os braços cortados que compõem sua saia representam o carma de seu devoto que ela assumiu. 

### Mãe Natureza
Existem várias interpretações do simbolismo por trás da imagem comumente representada de Kali em pé na forma supina de Shiva. Uma interpretação comum é que Shiva simboliza purusha , o aspecto universal imutável da realidade, ou pura consciência. Kali representa Prakriti , natureza ou matéria, às vezes vista como tendo uma qualidade feminina. A fusão dessas duas qualidades representa a realidade última. 
Uma interpretação tântrica vê Shiva como consciência e Kali como poder ou energia. Consciência e energia dependem uma da outra, pois Shiva depende de Shakti, ou energia, para cumprir seu papel na criação, preservação e destruição. Nesta visão, sem Shakti, Shiva é um cadáver - incapaz de agir. 

### Tantra
As deusas desempenham um papel importante no estudo e na prática do Tantra Yoga, e são consideradas tão centrais para discernir a natureza da realidade quanto as divindades masculinas. Embora se diga frequentemente que Parvati é a receptora e estudante da sabedoria de Shiva na forma de Tantras , é Kali quem parece dominar grande parte da iconografia, textos e rituais tântricos. [ citação necessário ] Em muitas fontes Kāli é elogiado como a realidade mais elevada ou a maior de todas as divindades. O Nirvana-tantra diz que os deuses Brahma , Vishnu, e Shiva todos surgem dela como bolhas no mar, incessantemente surgindo e desaparecendo, deixando sua fonte original inalterada. O Niruttara-tantra e o Picchila-tantra declaram que todos os mantras de Kāli são os maiores e o Yogini-tantra , Kamakhya-tantra e o Niruttara-tantra todos proclamam Kāli vidyas (manifestações de Mahadevi , ou "própria divindade"). Eles a declaram ser uma essência de sua própria forma (svarupa) do Mahadevi . 

No Mahanirvana-tantra, Kāli é um dos epítetos para a ṥakti primordial, e em uma passagem Shiva a elogia:
Na dissolução das coisas, é Kāla [Tempo] Quem devorará tudo, e por causa disso Ele é chamado Mahākāla [um epíteto do Senhor Shiva], e já que Tu devoras o próprio Mahākāla, és Tu que és o Supremo Kalika Primordial . Porque Tu devoras Kāla, Tu és Kāli, a forma original de todas as coisas, e porque Tu és a Origem e devoras todas as coisas Tu és chamado Adya [o Primordial]. Reassumindo após a Dissolução Tua própria forma, escura e sem forma, Só Tu permaneces como Um inefável e inconcebível. Embora tendo uma forma, ainda és sem forma; embora Tu mesmo sem começo, multiforme pelo poder de Maya, Tu és o Princípio de tudo, Criador, Protetora e Destruidora que Tu és. 
A figura de Kāli transmite morte, destruição e os aspectos devoradores da realidade. Como tal, ela também é uma "coisa proibida", ou até mesmo a própria morte. No ritual Pancatattva , o sadhaka procura corajosamente confrontar Kali, e assim a assimila e a transforma em um veículo de salvação. Isso fica claro no trabalho do Karpuradi-stotra , um breve elogio de Kāli descrevendo o ritual Pancatattva para ela, realizado em locais de cremação . ( Samahana-sadhana );
Ele, ó Mahākāli que no campo de cremação, que usa guirlanda de caveiras e saia de ossos e com cabelos desgrenhados, medita atentamente em Ti e recita Teu mantra, e a cada recitação faz oferendas a Ti de mil flores Akanda com sementes, torna-se sem nenhum esforço um Senhor da terra. Oh Kāli, quem quer que na terça-feira à meia-noite, tendo proferido Teu mantra, faça oferenda apenas uma vez com devoção a Ti de um fio de cabelo de sua Shakti [sua energia/companheira feminina] no campo de cremação, torna-se um grande poeta, um Senhor de a terra, e sempre vai montado em um elefante. 
O Karpuradi-stotra , datado de aproximadamente 10º século d.C., [ clarificação necessária ]  indica claramente que Kāli é mais do que um terrível, cruel, matador de demônios que serve Durga ou Shiva . Aqui, ela é identificada como a mãe suprema do universo, associada aos cinco elementos. Em união com Lord Shiva, ela cria e destrói mundos. Sua aparência também toma um rumo diferente, condizente com seu papel de governante do mundo e objeto de meditação. Em contraste com seus aspectos terríveis, ela assume indícios de uma dimensão mais benigna. Ela é descrita como jovem e bonita, tem um sorriso gentil e faz gestos com as duas mãos direitas para dissipar qualquer medo e oferecer benefícios. As características mais positivas expostas oferecem a destilação da ira divina em uma deusa da salvação, que livra o sadhaka do medo. Aqui, Kali aparece como um símbolo de triunfo sobre a morte. 

### Na Tradição Bengali
Kali é uma figura central na literatura devocional medieval de Bengala , com notáveis poetas devotos como Kamalakanta Bhattacharya (1769-1821), Ramprasad Sen (1718-1775). Com exceção de ser associado a Parvati como consorte de Shiva , Kāli raramente é retratado nas lendas e iconografia hindus como uma figura materna até as devoções bengalis que começaram no início do século XVIII. Mesmo na tradição bengali, sua aparência e hábitos mudam pouco, se é que mudam. 

A abordagem tântrica de Kāli é demonstrar coragem ao confrontá-la em campos de cremação na calada da noite, apesar de sua aparência terrível. Em contraste, o devoto bengali adota a atitude de uma criança, chegando a amá-la sem reservas. Em ambos os casos, o objetivo do devoto é reconciliar-se com a morte e aprender a aceitar o modo como as coisas são. Esses temas são abordados na obra de Rāmprasād. Rāmprasād comenta em muitas de suas outras canções que Kāli é indiferente ao seu bem-estar, faz com que ele sofra, reduz seus desejos mundanos a nada e seus bens mundanos à ruína. Ele também afirma que ela não se comporta como uma mãe deveria e que ignora seus apelos:
A misericórdia pode ser encontrada no coração daquela que nasceu da pedra? [uma referência a Kali como a filha do Himalaia]
Se ela não fosse impiedosa, ela chutaria o peito de seu senhor?
Os homens a chamam de misericordiosa, mas não há traço de misericórdia em você, mãe.
Você cortou as cabeças dos filhos dos outros, e estas você usa como uma guirlanda em volta do pescoço.

Não importa o quanto eu te chame de "Mãe, Mãe". Você me ouve, mas você não vai ouvir. 
Ser filho de Kāli, afirma Rāmprasād, é ser negado das delícias e prazeres terrenos. Diz-se que Kāli se abstém de dar o que é esperado. Para o devoto, talvez seja a própria recusa em fazê-lo que permite que seus devotos reflitam sobre as dimensões de si mesmos e da realidade que vão além do mundo material. 
Uma parte significativa da música devocional bengali apresenta Kāli como tema central e é conhecida como Shyama Sangeet ("Música da Noite"). Principalmente cantada por vocalistas masculinos, hoje as mulheres adotaram essa forma de música.
Kāli é especialmente venerado no festival de Kali Puja no leste da Índia – celebrado quando o dia da lua nova do mês Ashwin coincide com o festival de Diwali . A prática do sacrifício de animais ainda é praticada durante Kali Puja em Bengala, Orissa e Assam, embora seja rara fora dessas áreas. Os templos hindus onde isso acontece envolvem o assassinato ritual de cabras, galinhas e búfalos, às vezes machos. Em toda a Índia, a prática está se tornando menos comum. Os rituais nos templos do leste da Índia onde os animais são mortos são geralmente liderados por sacerdotes brâmanes. Uma série de tântricos Os Puranas especificam o ritual de como o animal deve ser morto. Um sacerdote brâmane recitará um mantra no ouvido do animal a ser sacrificado, a fim de libertar o animal do ciclo de vida e morte. Grupos como o People for Animals continuam a protestar contra o sacrifício de animais com base em decisões judiciais que proíbem a prática em alguns locais. 

## Sobre

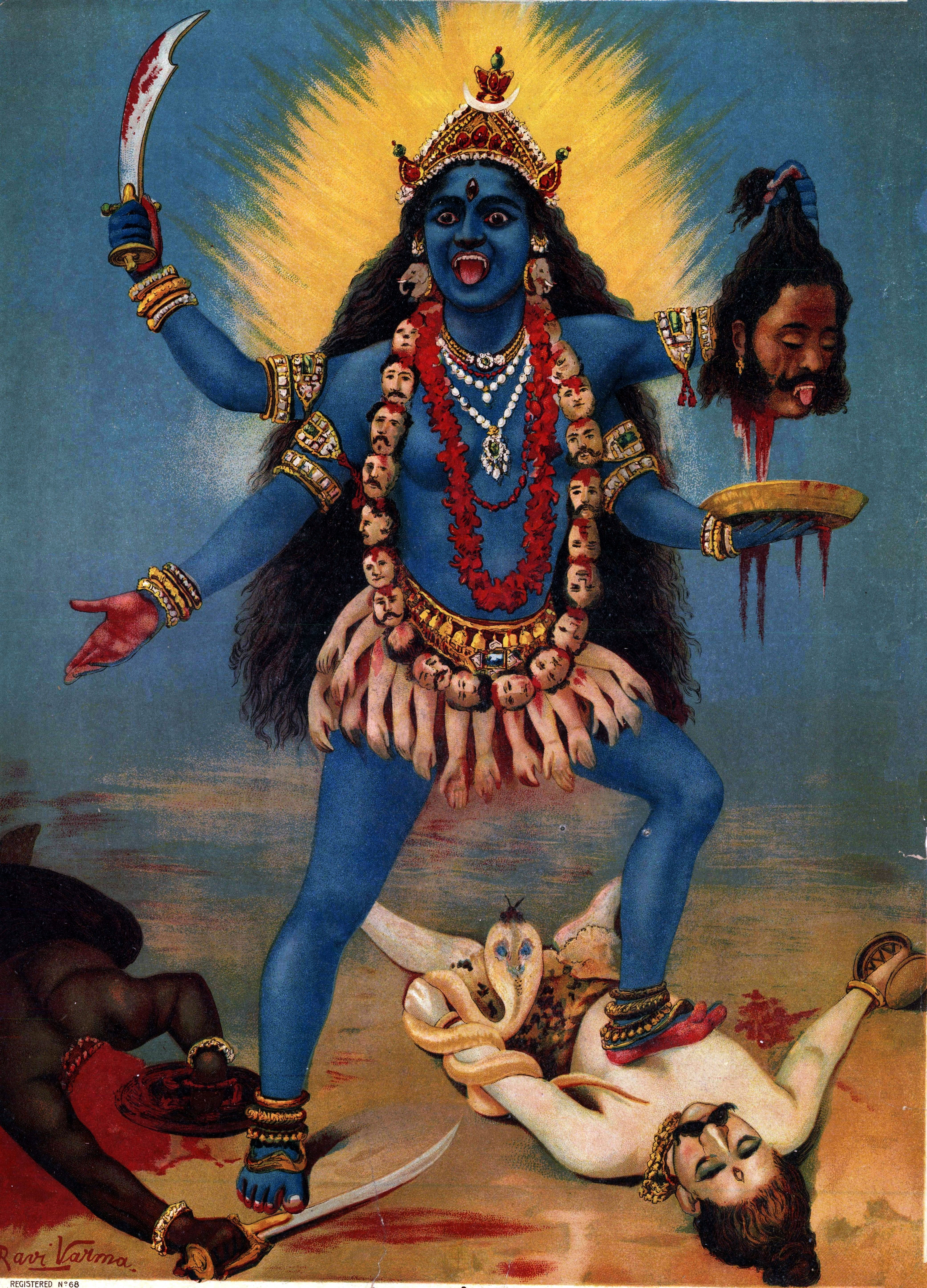
Kali de pé sobre o corpo de Shiva, por Raja Ravi Varma

É a verdadeira representação da natureza e é também considerada, por muitas pessoas, a essência de tudo e a fonte da existência do ser. Deusa da morte do ego, é a "esposa" do deus Shiva em algumas vertentes do hinduísmo. Já segundo os Vedas, Shiva é transformado em Kali, que seria um de seus lados, para trazer o fim da maldade. Segundo o tantrismo, é a divina "mãe" ou pai do universo, destruidor(a) de toda a maldade. É representada(o) como uma mulher exuberante, em uma parte da Índia; em outra, como mulher exuberante de pele escura (ou azul), que traz um colar de crânios em volta do pescoço e uma saia de braços decepados — expressando, assim, a implacabilidade da morte de todo mal e demônios.
A lenda conta que, numa luta entre Durga e o demônio Raktabija, este uniu-se a Durga com um diabólico feitiço: cada gota de seu sangue se transformava em um demônio ao atingir o solo eternamente. Durga e Shiva ao tentarem matar os vários demônios, que surgiam de cada gota de sangue, cortavam a cabeça e, daí, nasciam mais e mais demônios incontáveis. Já em desespero, surge Kali, que cortou as cabeças e estrategicamente lambia o sangue para evitar que tocasse o solo (daí, a representação tradicional sua com o colar de cabeças de caveira, a adaga e a língua de fora). Assim, dizimou os demônios de Raktabija.
Mas Kali não é uma deusa do mal, pois, na verdade, o seu papel de ceifadora de vidas é absolutamente indispensável para a manutenção do mundo. Os devotos são, supostamente, recompensados com poderes paranormais e com uma morte sem sofrimentos. É, também, uma das formas da deusa Parvati, esposa de Shiva. É coberta de cobras no seu corpo em vez de roupas, e tem um colar com crânios.
A figura da deusa tem quatro braços, pele azul, os olhos ferozmente arregalados, os cabelos revoltos, a língua pendente, os lábios tingidos de hena e bétele. No pescoço, traz um colar de cabeças humanas (símbolo da reencarnação), e, nos flancos, uma faixa de mãos decepadas. Sempre é representada em pé sobre o corpo caído do esposo Shiva. 

Kali é venerada na Índia como uma mãe pelos seus devotos e devotas, que esperam, dela, uma morte sem dor ou aflição e a libertação do ciclo de reencarnações. Acredita-se que assombre locais de cremação.